# Lapuyan

Lapuyan là một đô thị cấp bốn ở tỉnh Zamboanga del Sur, Philippines. Theo điều tra dân số năm 2000, đô thị này có dân số 24.366 người trong 4.637 hộ.

## Các đơn vị hành chính
Lapuyan, về mặt hành chính, được chia thành 26 khu phố (barangay).
| - Bulawan - Carpoc - Danganan - Dansal - Dumara - Linokmadalum - Luanan - Lubusan - Mahalingeb - Mandeg - Maralag - Maruing [Pronounced as: Mêru-wing] - Molum | - Pampang - Pantad - Pingalay - Poblacion - Salambuyan - San Jose - Sayog - Tabon - Talabab - Tiguha - Tininghalang - Tipasan - Tugaya |